# Neleu (fill de Codros)
Neleu (grec antic: Νηλεύς) era fill de Codros, l'últim rei d'Atenes, i germà de Medont. Era descendent de Neleu, rei de Pilos.
Quan Codros va morir en una guerra contra Esparta, Neleu i Medont van disputar-se la corona, perquè Neleu no volia que el seu germà Medont fos rei ja que era coix. Van consultar l'Oracle de Delfos que els va dir que assignessin el govern de la ciutat a Medont. Neleu va marxar a l'Àsia Menor, al capdavant d'una colònia de jonis. Se li atribueix la fundació (o al menys la conquesta) de Milet, Efes, Colofó, Lèbedos i Clazòmenes.